# بيترو كريستنسن
بيترو كريستنسن (بالدنماركية: Simone Christensen)‏ هي دراجة دنماركية، ولدت في 10 فبراير 1994 في Bjerringbro ‏ في الدنمارك.

## وصلات خارجية
- بيترو كريستنسن على موقع نتائج كأس العالم لسباقات دراجات (بي.أم.إكس) (الإنجليزية)
- بيترو كريستنسن على موقع اللجنة الأولمبية الدولية (الإنجليزية)
- بيترو كريستنسن على موقع أوليمبيديا (الإنجليزية)